# Piękna Angelika
Piękna Angelika (fr. Merveilleuse Angélique) – francuski film kostiumowy z 1965 roku, będący adaptacją powieści Anne i Serge Golonów pt. Angelika: Droga do Wersalu.
Film jest bezpośrednią kontynuacją filmu Markiza Angelika z 1964 roku oraz drugą częścią cyklu filmów o Angelice, z Michèle Mercier w roli głównej.

## Fabuła
Po egzekucji męża i konfiskacie majątku Angelika zamieszkuje wśród paryskich żebraków i przestępców. Z pomocą ich herszta chce dokonać zemsty na związanych z dworem królewskim sprawcach śmierci jej męża. Jednak wkrótce banda zostaje rozbita, herszt zabity, a ona trafia do więzienia, skąd jednak udaje się jej zbiec. Pieniądze uzyskane z kradzieży inwestuje Karczmę pod Czupurnym Kogutem. Jej właściciel daje wolną rękę, bo nie ma nic do stracenia. Ona zmienia nazwę na Czerwona Maska i doprowadza do tego, że staje się modnym klubem dla arystokratów i wojskowych. Założyła nawet działalność gospodarczą sprowadzającą i handlującą czekoladą. Stała się zamożna, lecz wciąż nie miała swojego miejsca w gronie szlachciców. W Czerwonej Masce staje się świadkiem zbrodni dokonanej przez grupę arystokratów i królewskiego brata. Jej nowy przyjaciel poeta nagłaśnia ten haniebny czyn w swych pamfletach, w których ujawnia kolejno nazwiska sprawców. Szef policji przekupuje Angelikę, by milczała na temat królewskiego brata. Jej kuzyn markiz Philippe de Plessis-Bellières popadł w długi. Potrzebował jej pieniędzy, a ona powrotu do stanu szlacheckiego. Więc pożenili się. Odzyskała dawny status społeczny i znalazła się nawet na Wersalu.

## Obsada
- Michèle Mercier – Angélique de Peyrac
- Jean Rochefort – François Desgrez
- Jacques Toja – Ludwik XIV
- Rosalba Neri – La Polak
- Serge Marquand – Jactance
- Noël Roquevert – Bourjus
- Robert Hoffmann – Kawaler de Lorraine
- François Maistre – Książę de Condé
- Charles Régnier – Conan Becker
- Ernst Schröder – kapitan du Châtelet
- Claire Maurier – Ninon de Lenclos
- Giuliano Gemma – Nicolas
- Claude Giraud – Philippe de Plessis-Bellieres
- Jean-Louis Trintignant – Claude le Petit
- Malka Ribowska – La Brinvilliers